# カミキリムシ
カミキリムシ（髪切虫、天牛、蠰）は、コウチュウ目（鞘翅目）・カミキリムシ科（Cerambycidae）に分類される甲虫の総称。ごく一部の種を除き草食で、成虫の体は前後に細長く、触角、脚、大顎が目立つ。
卵→幼虫→蛹→成虫という一生を送る完全変態の昆虫である。

## 概要
全世界の熱帯から亜寒帯まで、陸上性の多年生植物がある所にはたいてい分布する。名前がついているものだけで約2万種、日本だけでも800種ほどが知られる。
成虫の触角は長く、英名"Longhorn beetle（長い角の甲虫）"または"Longicorn"もここに由来する。また、漢字表記の一つ「天牛」は中国語に由来し、長い触角をウシの角になぞらえたものである。触角の長さは種類やオスメスによって異なり、体長の半分くらいのものから体長の3倍以上に及ぶものまで変異に富む。同種では雄の方が長い。ただし、クロカミキリやトラカミキリなどは触角がそれほど長くない。
脚はカブトムシなどのような棘は発達しないが、長くがっしりしている。脚先に並んだ付節はハート型で細かい毛が生えており、吸盤とは構造が違うがものにくっつくという点では同じである。この付節と鉤爪があるため、垂直に立つ木の幹も、ガラス面でも歩くことができる。
成虫は植物の花、花粉、葉や茎、木の皮、樹液などを食べる。植物の丈夫な繊維や木部組織をかじりとるため、大顎もそれを動かす筋肉もよく発達する。うかつに手で掴むと大顎で咬みつかれることがあり、大型種では出血することもあるので注意が必要である。カミキリムシという呼び名も、髪の毛を切断するほど大顎の力が強いことに由来する（「噛み切り虫」からという説もある）。
また、カミキリムシを手でつかむと、ほとんどの種類が「キイキイ」という威嚇音を出す。多くは前胸と中胸をこすり合わせて発音するが、ノコギリカミキリ類など前翅の縁と後脚をこすり合わせて発音するものもいる。
幼虫の食草・食樹は種類によってだいたい決まっており、卵もそれらの植物に産卵される。幼虫は細長いイモムシ状で、体色はたいてい半透明の白色をしており、日本では俗にテッポウムシ（鉄砲虫）などと呼ばれる。一般には円筒形の体で、前胸だけが大きく、腹背にやや平たい。胸部の歩脚も腹部の疣足も外見上はない。草の茎や木の幹など、植物の組織内に喰いこんでトンネルを掘り進み、大顎で植物の組織を食べながら成長する。生きた植物に食いこむものと、枯れた植物に食いこむものとがいるが、大型の種類は生木に入りこみ、数年かけて成長することが多い。
充分に成長した幼虫は自分が作ったトンネル内で蛹になる。蛹はほぼ成虫の形をしており、触角が渦巻き状に畳まれる。羽化した成虫は大顎でトンネルを掘り進み、植物の外へ姿を現すが、羽化した段階で越冬するものもいる。

## 種の多様性
大きさ、体色、生息域、食草などが多種多様に分化、適応放散したグループである。

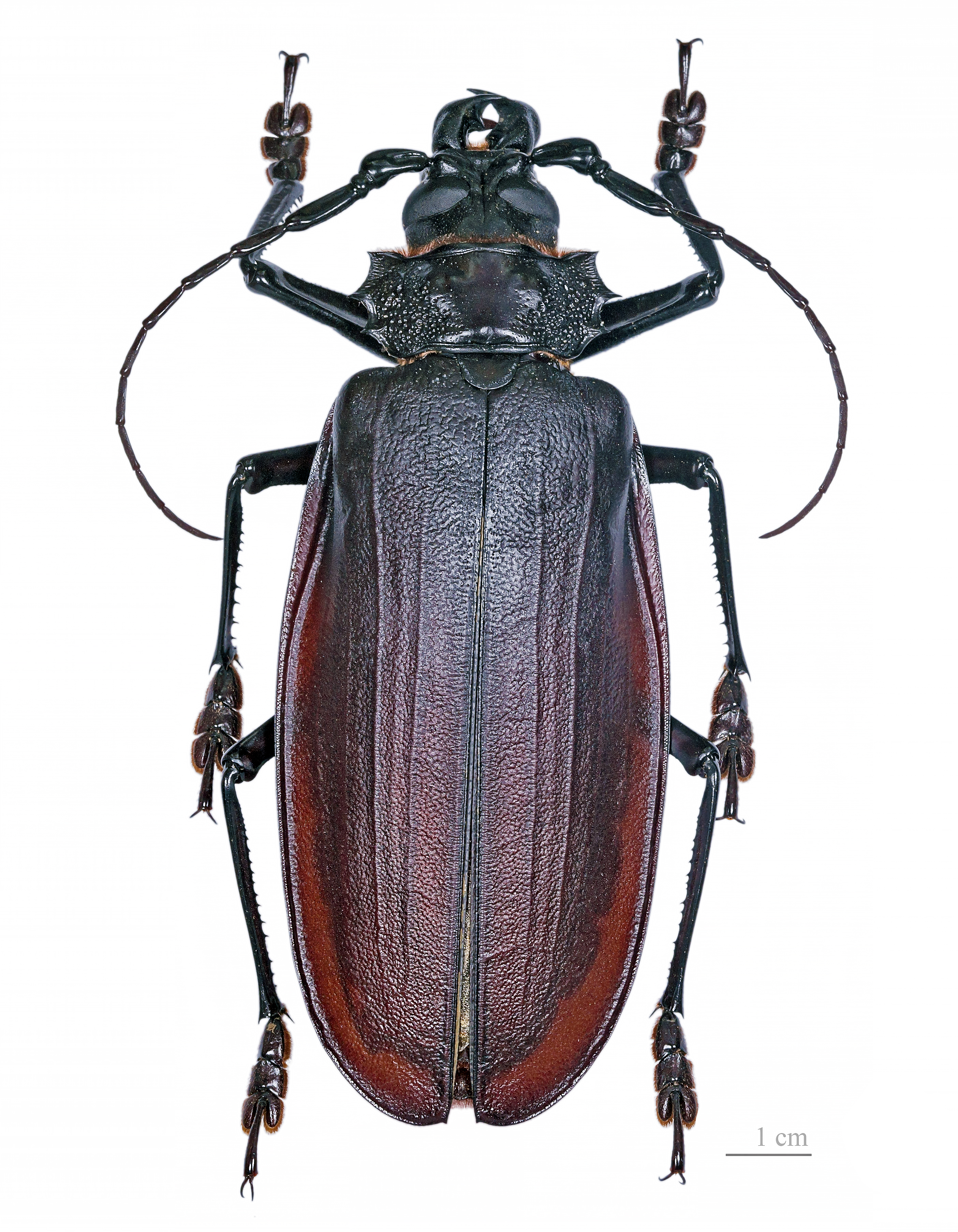
タイタンオオウスバカミキリ Titanus giganteus (Linnaeus, 1758)

世界最大のカミキリムシは、南アメリカの熱帯雨林に分布するタイタンオオウスバカミキリ Titanus giganteus で、触角を除いた成虫の体長が15～20cm、幼虫は25cmにも達する。また、ニューギニア周辺に分布するウォーレスシロスジカミキリ Batocera wallacei は体長7cmほどだが、20cmほどもある長い触角を持つ。逆にハナカミキリ類などでは、成虫の体長が3mmほどの小型種もいる。
他にも南米産のテナガカミキリ（Acroinus longimanus）のように、雄の前足がテナガコガネのように、体長を遙かに超える種や、ケラモドキカミキリ（Hybocephalus armatus）のように、直翅目のケラに姿も生態も似ていたり、オオキバウスバカミキリ（Macrodontia cervicornis）のようにクワガタムシのような巨大な大顎を持つものもいる。因みに、オオキバウスバカミキリは、大きさでは10～15cmに達し、タイタンオオウスバカミキリに次ぐ大きさである。
日本での最大種は体長5cmほどのシロスジカミキリ Batocera lineolata やミヤマカミキリ Massicus raddei だが、日本海を隔てた沿海地方・朝鮮半島にウスリーオオカミキリ Callipogon relictus という体長10cmに達する種類がおり、偶産種として日本で記録された例がある。また、ヒゲナガカミキリ Monochamus grandisは体長4cmほどだが、オスの成虫には和名どおり10cmほどもある長い触角がある。
また、日本に分布するコブヤハズカミキリ属 Parechthistatus は後翅が退化していて飛ぶことができない。同属にはいくつもの種が含まれるが、彼らは別種であっても互いに交雑可能なほど血統上近縁であり、にもかかわらず、野生状態では100m単位で空間を空け生息範囲を接することなく棲み分けている。この100mを「非武装地帯」と呼ぶ者もいる。これは地域変異に富みながらも物理的に生息域が隔てられたことによる同種内の地域変異（亜種、型）であるオサムシ類とは対照的である。
カミキリムシの体色は周囲の木の幹や花などに合わせた保護色を持つものが多いが、中にはルリボシカミキリ Rosaria batesi やアオカミキリ Chelidonium quadricolle などのように鮮やかな体色のものもいる。また、トラカミキリ類は和名どおり黄色、赤、黒などトラを連想させるしま模様があるが、これは毒針を持つアシナガバチ類に擬態して敵に捕食されるのを防いでいると考えられている。

## 人間とのかかわり

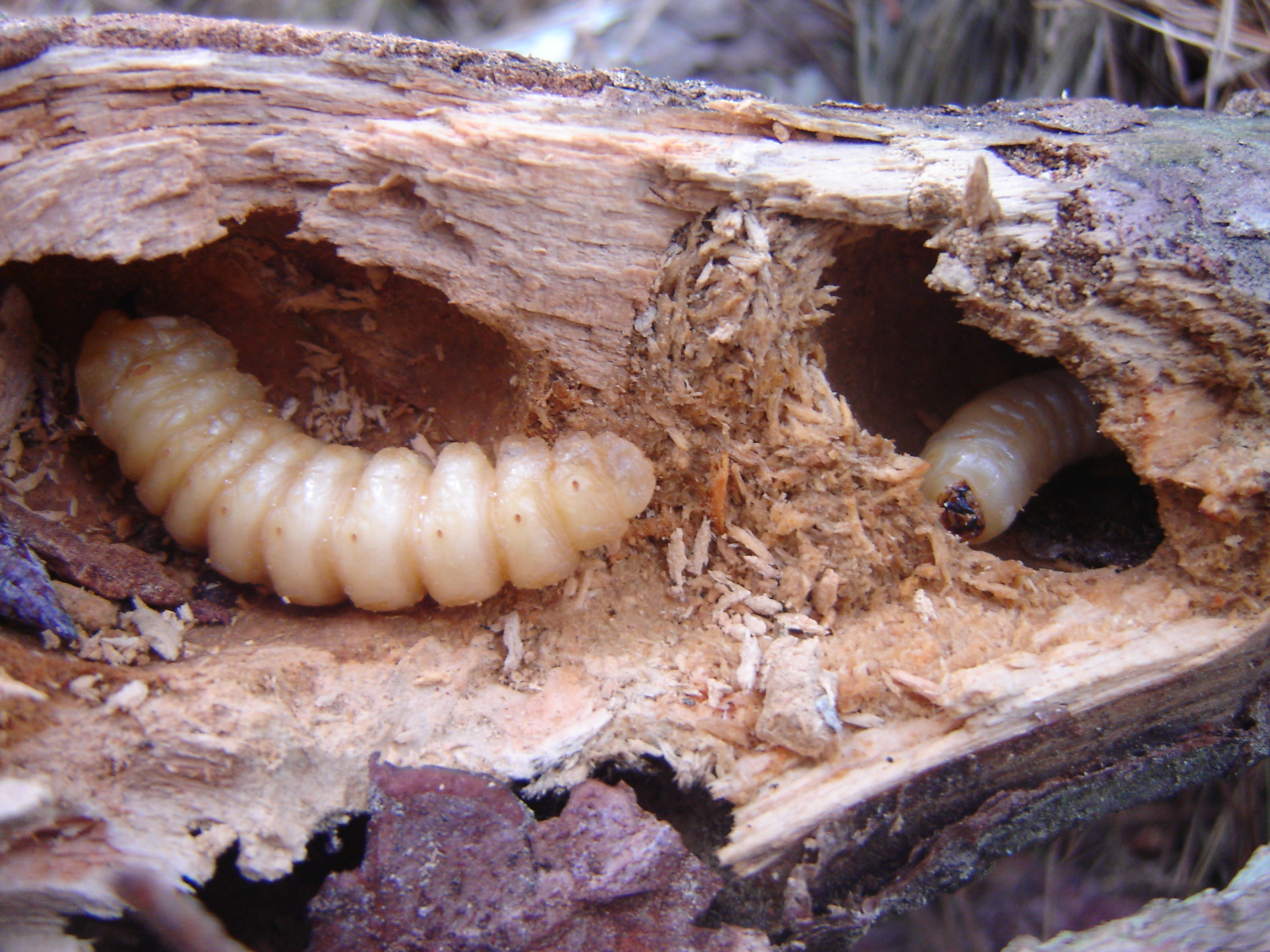
カミキリムシの幼虫 (Prionoplus reticularis)

カミキリムシは、草木を利用する人間の観点では害虫としての存在が大きい。幼虫（テッポウムシ）が生木に穴を開けて弱らせたり、木材そのものの商品価値をなくす。また、成虫でも木や葉、果実を食害するものがいるので、林業・農業分野においてカミキリムシ類は害虫の一つといえる。
害虫として挙げられるおもなカミキリムシには以下のようなものがある。

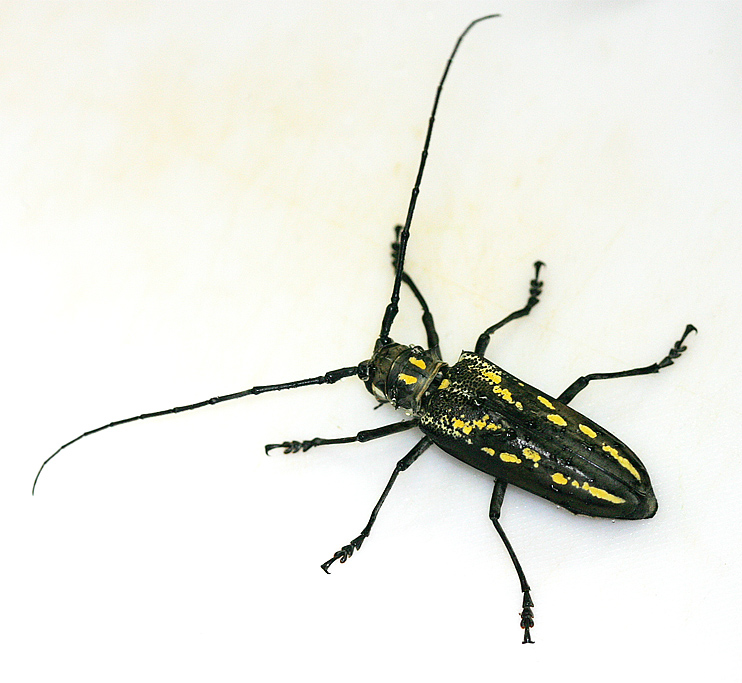
シロスジカミキリ Batocera lineolata Chevrolat, 1852

- ゴマダラカミキリ - ミカン、ヤナギ、クリ、イチジクなど
- クワカミキリ、キボシカミキリ - クワ、イチジクなど
- シロスジカミキリ、ミヤマカミキリ - クリ、クヌギなど
- スギカミキリ、スギノアカネトラカミキリ - スギ、ヒノキ
- ルリカミキリ、リンゴカミキリ - サクラ、リンゴ、ナシなど、バラ科の樹木
- ブドウトラカミキリ - ブドウ類
- キクスイカミキリ - キク類

また、飛んで移動できるカミキリムシの成虫は、植物の伝染病などを媒介するベクターの役割も果たす。たとえば「マツクイムシ」と呼ばれるマツノマダラカミキリ Monochamus alternatus は日本の在来種だが、明治時代にマツを枯らす線虫の一種・マツノザイセンチュウ Bursaphelenchus xylophilus が北アメリカから日本に梱包材にまぎれて侵入、以降は線虫を媒介するとして線虫共々「マツクイムシ」として恐れられ、駆除が進められるようになった経緯がある。他に遠隔地に移動した例としては、2011年にイギリスにおいて、中華人民共和国から輸入された椅子からマツノマダラカミキリおよびマツノザイセンチュウが見出されたこともある。
害虫として嫌われる一方で、大型種の幼虫は世界各地で食用にされ、蛋白源の一つにもなっている。日本でも、燃焼中の薪の中にひそむカミキリムシの幼虫は焼き上がると破裂音を立てるので、その音がすると火箸などで薪から取り出されて食されていた。「テッポウムシ」の名は、破裂音を銃声にたとえたとも、食害により銃弾が撃ち込まれたかのような穴を開けるからとも言われる。
総じて、大顎が下を向くフトカミキリ亜科の多くや、カミキリ亜科のトラフカミキリ、スギノアカネトラカミキリ、ブドウトラカミキリ等が、農林業害虫として問題視される。
一方、あまり害虫視されていないのはノコギリカミキリやウスバカミキリの系統で、これらの種の幼虫が食するのは地中に埋もれた倒木や、腐朽した木である。その意味で幼虫の生態はクワガタムシに近いといえるが、クワガタムシほど腐朽、軟化が進行した材を食べるわけではない。
ハナカミキリ亜科の幼虫はほぼ全種が枯死、腐朽した材を食樹とする。中でも原始的な種とされるヒラヤマコブハナカミキリやベニバハナカミキリ、ハチに擬態したホソコバネカミキリ属Necidarisの大型種オニホソコバネカミキリ等は、老木の芯腐れ部分を食べるという特異さから、生態がなかなか解明されなかった。ヒメハナカミキリ属Pidoniaの一部は幼虫の食性がさらに極端であり、腐葉土を食べている。クビアカモモブトホソカミキリなどは単為生殖することが知られている。
また、カミキリムシはその多種多様さ、多彩さから昆虫採集の対象としても人気があり、熱心な収集家も多い。彼らは各種の花や木、伐採後の木材置き場や粗朶場（そだば : 間伐材などを積み上げた場所）、夜間の灯火などに集まったカミキリムシを採集する。木材置き場には生殖と産卵のために多くの種が集まる。また、ハナカミキリ類は小型の美麗種が多く、多くは初夏に山地の花に集まる。それもクリの花とかリョウブなど、花がふさふさとしたものに集まるものが多く、これを捕虫網ではたくようにして捕まえるのが大変な楽しみである。
カミキリムシが木に穴をあけることで樹液が出、虫の餌場ができる。

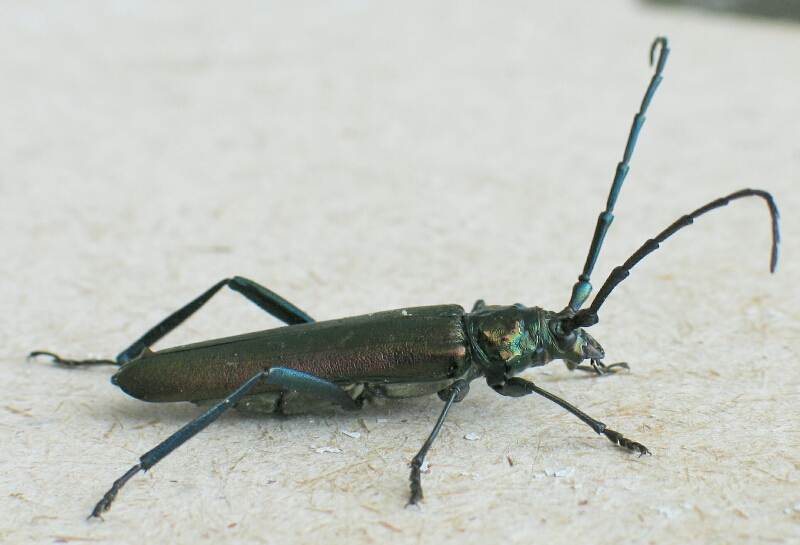
ジャコウカミキリ Aromia moschata Linnaeus, 1758

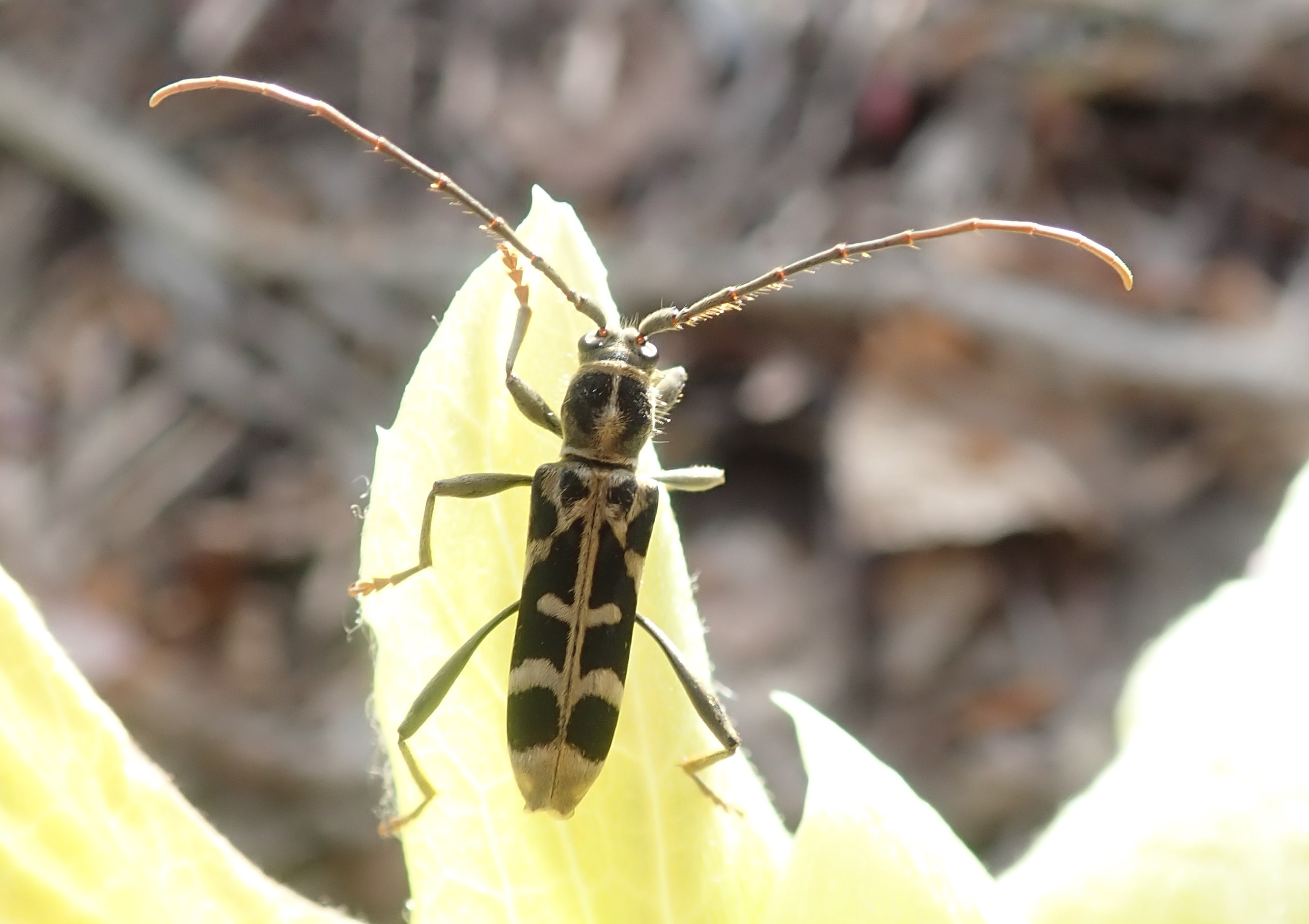
シロトラカミキリ Paraclytus excultus Bates, 1884

## 下位分類
多くの亜科に分けられる。亜科を独立した科として扱うこともある。
- カミキリ亜科 Cerambycinae
大顎が前に突き出る。ミヤマカミキリ、ルリボシカミキリ、スギカミキリ、ヨツスジトラカミキリ、ジャコウカミキリ、ミドリカミキリ、ホタルカミキリ、アオスジカミキリ、ヤツメカミキリ、アサカミキリ類、など
- ホソカミキリ亜科 Disteniinae
- フトカミキリ亜科 Lamiinae
大顎は頭の下面にある。シロスジカミキリ、ゴマダラカミキリ、クワカミキリ、キボシカミキリ、ヒゲナガカミキリ、セダカコブヤハズカミキリ、マツノマダラカミキリ（マツクイムシ）、ヤハズカミキリ、リンゴカミキリ、ヨツキボシカミキリ、ラミーカミキリなど
- ハナカミキリ亜科 Lepturinae - ヒメハナカミキリ、ヨツスジハナカミキリ、（Pidonia）類など多数
- ホソバコバネカミキリ亜科 Necydalinae
- ニセクワガタカミキリ亜科 Parandrinae
- ノコギリカミキリ亜科 Prioninae - ノコギリカミキリ、ウスリーオオカミキリ、ウスバカミキリ、タイタンオオウスバカミキリ、ベーツヒラタカミキリなど
- クロカミキリ亜科 Spondylidinae
触角が短く、体は黒や褐色の単一色。クロカミキリなど
- Anoplodermatinae
- Aseminae
- Oxypeltinae
- Philinae
- Vesperinae